# Горбань, Борис Александрович
Бори́с Алекса́ндрович Го́рбань (род. 26 сентября 1978, Душанбе, Таджикская ССР) — российский легкоатлет, заслуженный мастер спорта.

## Биография
Родился в Душанбе, где первоначально тренировался под руководством своего отца — А. Н. Горбаня. Позднее — у В. А. Трефилова.
Окончил Российский государственный университет физической культуры, спорта, молодёжи и туризма в Москве.

## Карьера
В сборной команде России с 1994 года. Выступает за СК «Луч» и профсоюзы.
Победитель (2001 — зима, 400м, лето, 2003, 2004-лето, 400 м с/б), серебряный (1998, 2000, 2002, 400 м с/б) и бронзовый (2004-зима, 400 м) призёр чемпионатов России.
Серебряный (2004-зима, 2001-зима) призёр чемпионатов мира в эстафете 4×400 м.
Результат 2001 года в эстафете является действующим рекордом России.
Чемпион Европы (1997, среди юниоров).
Серебряный призёр Кубка Европы (2001) в эстафете 4×400 м.